# ヘレンズバラ
ヘレンズバラ (Helensburgh) は、スコットランド・アーガイル・アンド・ビュートのタウン。かつては王室バラでもあった。クライド湾の北岸に位置している。

## 歴史
ヘレンズバラはかつてダンバートン・ディストリクト内にあったが、1996年の地方自治法により再編成された。1975年以前は、かつて存在したカウンティのダンバートンシャーの一部であった。
今日のヘレンズバラは、約35km南東に位置するグラスゴーへ通勤する人のためのベッドタウンの役割を果たしており、2001年の国勢調査における人口は14,626人であった。また、地元民や海岸リゾートにむかう観光客の、ショッピングセンターとしての役割も果たしている。
約10km北西にクライド海軍基地がある。

## 出身人物
- ジョン・ロジー・ベアード - 電気技術者